# NGC 6415
NGC 6415 في الفهرس العام الجديد، هي عنقود نجمي، تقع في كوكبة العقرب. اكتشفت في 26 أغسطس 1826 بواسطة جيمس دنلوب.

## روابط خارجية
- NGC 6415 على موقع ويكي سكاي: DSS2, SDSS, GALEX, IRAS, Hydrogen α, X-Ray, Astrophoto, Sky Map, Articles and images